# Odprta koda
Odprta koda (angleško Open source) je razvojna metodologija, ki ponuja praktično dostopnost do kode produkta (ugodnosti in znanje). Nekateri odprto kodo dojemajo kot enega izmed mnogih možnih pristopov načrtovanja, drugi pa jo smatrajo kot kritičen strateški element svojega delovanja. Preden je odprta koda postala širše sprejeta so razvijalci in proizvajalci uporabljali različne fraze za opis tega koncepta; izraz odprta koda je postal priljubljen z vzponom interneta, ki je omogočil dostop do različnih modelov produkcije, komunikacijskih poti in interaktivnih skupnosti. Odprto kodni model delovanja in sprejemanja odločitev omogoča hkraten vnos dela, pristopov in prioritet ter se razlikuje od bolj zaprtih, centraliziranih modelov razvoja. Principi in prakse se po navadi nanašajo na razvijanje izvorne kode programov, ki so razpoložljivi za javno sodelovanje – odprto programje.

## Družba in kultura
Odprtokodna kultura je kreativna praksa prilagajanja in prostega deljenja ustanovljene in ustvarjene vsebine. Primeri vsebujejo kolaž, film, glasbo in umetnost. V odprtokodni kulturi so določitve, dela, ki imajo pravico do zaščite z avtorskimi pravicami, splošno dostopne. Pripadniki kulture lahko spreminjajo te produkte in jih ponovno razdelijo nazaj skupnosti ali drugim organizacijam. 
Porast odprtokodne kulture v 20. stoletju je rezultat vse večje napetosti med kreativnimi praksami, ki vsebujejo prilagajanje in zato zahtevajo dostop do vsebin, ki so pogosto zaščitene z avtorskimi pravicami ter vedno bolj omejujočimi zakoni in politikami za intelektualno lastnino, ki upravljajo z dostopom do avtorsko zaščitenih vsebin. Ti zakoni so v 20. stoletju postali bolj omejujoči na dva načina in sicer z razširjanjem izraza avtorska pravica (še posebej v ZDA) in kaznimi, ki so sledile za poskuse preprečevanja antipiratskih tehnologij. 
Čeprav je umetniško prilagajanje pogosto dovoljeno s »fair use« doktrinami, kompleksnost in nejasnost teh doktrin ustvarjata negotovost med pripadniki kulture. Prav tako pa zaščitna dejanja lastnikov avtorskih pravic povzročajo t. i. »chilling effect« med pripadniki kulture.
Na koncu 20. stoletja so pripadniki kulture začeli privzemati tehnike intelektualno-lastniških dovoljenj prostega in odprtega programja, da bi lahko njihova dela svobodneje krožila med uporabniki, tudi Creative Commons. 
Ideja odprtokodne kulture je vzporedna »prosti kulturi«, v osnovi pa se razlikujeta. Izraz prosta kultura (free culture) je izpeljanka iz free software movement (gibanje za prosto programje). V nasprotju s to kulturno vizijo pa pripadniki odprtokodne kulture podpirajo idejo, da nekateri zakoni intelektualne lastnine morajo obstajati za zaščito kulturnih akterjev. Zakona intelektualne lastnine ne dojemajo kot izraz instrumentalnih pravil za vzdrževanje naravnih pravic in zaželenih rezultatov, ampak so za njih pomembne različne dobrine in cilji.
Za doseganje cilja, da bi postalo kulturno delo splošno dostopno, maksimalno izkoristijo tehnologije in digitalne medije. Kot je predvideval Moorov zakon so stroški digitalnih medijev strmo padali konec 20. stoletja. Najnižje cene digitalne reprodukcije vsega, kar se je dalo prenašati preko digitalnih medijev so padle skoraj na nulo. Če to povežemo s porastom osebnih računalnikov in lastništvom tehnologij, je rezultat povečanje dostopa širše populacije do digitalnih medijev. Ta fenonem je pospešil rast odprtokodne kulture, saj je omogočil hirto in poceni reprodukcijo in distribucijo kulture. Dostop do večine kulturnih vsebin ustvarjenih pred pojavom digitalnih medijev je bil omejen z ostalimi ovirami lastniških in potencialno »odprtih« medijev. Digitalni mediji pa so tehnologija s potencialom, da povečajo dostop do kulturnih vsebin in produktov. Umetniki in uporabniki, ki se odločijo za distribucijo svojega dela, se ne soočajo s fizičnimi omejitvami kot tradicionalni kulturni izvajalci. Kljub temu pa se občinstvo odprtokodne kulture sooča z majhnimi fizičnimi stroški nabave digitalnih medijev. 
Odprtokodna kultura se je pojavila pred ustanovitvijo Free Software Foundation Richarda Stallmana. Ko je javnost začela komunicirati preko Bulletin Board sistemov (BBS), so bili prostori kot je Sourcery Systems BBS namenjeni za zagotavljanje izvorne kode za javne domene, programje na pokušino in zastonjsko programje. 
Najpomembnejša pridobitev odprtokodne kulture je internet, dvomljivo je namreč ali bi cilji te kulture bili doseženi brez interneta. Globalna mreža ne ustvarja samo okolja kjer so kulturni produkti splošno dostopni, ampak omogoča tudi lahko in poceni redistribucijo produktov v različne skupnosti. Razlogi za to pa so naslednji.
Prvič, internet omogoča še večji dostop do digitalnih medijev. Uporabniki niso omejeni na lastne pripomočke in vire, ampak imajo dostop do obsežnih omrežij pripomočkov in virov, nekaterih zastonj. Strani kot je Archive.org ponujajo proste spletne prostore za vsakogar, ki želi licencirati svoje delo z licenco Creative Commons. Ta kulturni produkt je potem dostopen za brezplačen prenos (splošna dostopnost), vsem z internetno povezavo. 
Drugič, uporabniki imajo zagotovljen neomejen medsebojni dostop. Stare analogne tehnologije, kot sta telefon in televizija, imajo omejitve glede interakcije uporabnikov. V primeru televizije obstaja malo ali nič možnosti za interakcijo uporabnikov. Uporabniki telefona pa imajo redko možnost interakcije z več kot dvema znanima vrstnikoma (peer). Internet pa uporabnikom omogoča dostop do milijonov lastnih vrstnikov. Ta aspekt interneta pospešuje modifikacijo kulture, saj je uporabnikom omogočeno sodelovanje in komuniciranje preko internacionalnih in kulturnih meja. Hitrost s katero digitalni mediji potujejo na internetu omogoča lažjo redistribucijo kulture. 
Preko različnih tehnologij kot so peer-to-peer omrežja in blogi, lahko kulturni akterji izkoristijo obsežne družbene mreže za distribucijo svojih produktov. V nasprotju z distribucijo tradicionalnih medijev, je redistribucija digitalnih medijev na internetu lahko povsem brazplačna. Tehnologije kot so BitTorrent in Gnuttela izkoristijo različne značilnosti internetnega protokola (TCP/IP) in tako poskušajo popolnoma decentralizirati distribucijo datotek. 

### Vlada
- Odprtokodna vlada – v bistvu se nanaša na odprto programne tehnologije v tradicionalnih vladnih organizacijah in vladnem delovanju, kot npr. volitve.
- Odprte politike (včasih tudi odprtokodne politike) – izraz se uporablja za politične procese, kjer uporabljajo internetne tehnologije, kot so blogi, email in glasovanje, za hitre povratne informacije med političnimi organizacijami in njihovimi podporniki. Obstaja tudi alternativni koncept odprtokodnih politik, ki se nanaša na razvoj javnih politik pod različnimi pravili in procesi, podobne pa so gibanju Open Source Software.
- Odprtokodno vodstvo – podobno odprtokodnim politikam, prizadeva pa si bolj za demokratične procese in zagovarja svobodo informacij.

### Etika
Odprtokodna etika se deli na dve veji:
- Odprtokodna etika kot etična šola – Charles Ess in David Berry raziskujeta ali se etike lahko naučimo z odprtokodnim pristopom. Ess je definiral AoIR Research Guidelines kot primer odprtokodne etike.
- Odprtokodna etika kot profesionalna celota pravil – temelji na računalniški etični šoli, kjer poučujejo etična vprašanja in profesionalizem v računalniški industriji na splošno ter posebej v razvoju programja.

### Mediji
Odprtokodno novinarstvo – nanaša se na standardne novinarske tehnike zbiranja novic in preverjanja podatkov, odraža pa podoben izraz, ki se uporablja od leta 1922 v krogih vojaškega obveščevanja, odprtokodno obveščevanje. Danes se ta izraz večinoma uporablja za opis inovativnih objav spletnega novinarstva. V reviji TIME (25.12.2006) so ta pojav opisali kot uporabniško ustvarjena vsebine in ga postavili ob bok bolj tradicionalnim odprtokodnim projektom, kot sta OpenSolaris in Linux. 
Weblogi oz. blogi so še ena pomembna platforma za odprtokodno kulturo. Blogi so sestavljeni iz periodičnih, obratno kronološko razporejenih objav, pri čem uporabljena tehnologija omogoča, da se spletne strani lažje posodabljajo za kar ne rabimo znanja o oblikovanju, kodi ali prenosu podatkov. Korporacije, politične kampanje in ostale formalne organizacije so začele uporabljati ta orodja za posredovanje informacij, večino blogov pa še vedno uporabljajo posamezniki za osebno izražanje, politično organiziranje in socializacijo. LiveJournal in WordPress uporabljata odprtokodno programje, ki je dostopno javnosti, posamezniki pa ga lahko spreminjajo po lastnem okusu. Koda odprta ali ne, ta format predstavlja za ljudi spretno orodje za prisvajaje in predstavljanje kulture. Zaradi tradicionalnih spletnih strani je postala regulacija ilegalne reprodukcije kulture otežena, spremenljivost blogov pa omogoča še bolj nenadzorovano »odprto kodiranje«, saj lahko večji del populacije hitreje kopira materiale v javni sferi. 
Razpravljalnice (messageboards) so še ena platforma, ki omogočajo odprtokodno kulturo. Razpravljalnice (tudi znane kot forumi) so spletni prostori, kjer se zbirajo ljudje s podobnimi interesi in objavljajo sporočila, katera lahko pripadniki skupnosti berejo in na njih odgovarjajo. Po navadi imajo razpravljalnice svoje moderatorje, ki uveljavljajo standarde skupnosti, prepovedujejo pa tudi dostop uporabnikom nadlegovalcem (spammer). Ostale skupne značilnosti razpravljalnic so tudi osebna sporočila (uporabniki si lahko pošiljajo sporočila med seboj), klepet in nalaganje slik. Nekatere razpravljalnice uporabljajo phpBB, ki je brezplačen odprtokodni paket. Značilnost blogov je predvsem individualno izražanje, vrtijo pa se bolj ali manj okrog njihovih avtorjev, razprevljalnice pa temeljijo na ustvarjanju razprave uporabnikov, informacije se delijo svobodno in hitro. Razpravljalnice so tudi način odstranjevanja posrednikov v vsakdanjem življenju – npr. namesto oglasov in drugih oglaševalskih tehnik, lahko posameznik prosi druge uporabnike za oceno izdelkov, filmov ali CD-jev. Razpravljalnice z odstranjevanjem kulturnih posrednikov omogočajo pospešen pretok informacij in izmenjevanje idej. 
OpenDocument je oblika odprtih dokumentov ali datotek za shranjevanje in izmenjavo pisarniških dokumentov, kot so tekstovni dokumenti (poročila in knjige), preglednice, tabele in predstavitve. Organizacije in posamezniki, ki shranjujejo podatke v odprtih formatih (OpenDocument), se tako ognejo odvisnosti od enega progajalca programja in so prosti pri menjavi programje, če njihov trenutni prodajalec preneha delovati, zviša cene, spremeni programje ali pogoje licenciranja. 
Odprtokodna filmska produkcija je lahko sistem v katerem spreminjajoča ekipa in zasedba sodelujeta pri produkciji filma, sistem v katerem je končni produkt dostopen za ponovno uporabo ali pa so za produkcijo izključno uporabljeni odprtokodni produkti. Film Elephants Dream (2006) bi naj bil prvi odprti film, ustvarjen samo z odprtokodno tehnologijo. 
Produkcijski proces odprtokodnega dokumentarnega filma dovoljuje odprte prispevke arhivskega materiala, posnetkov in ostalih filmskih elementov, ki so lahko zmontirani ali ne. S tem spletni sodelavci postanejo del procesa ustvarjanja filma, vplivajo na vizualno gradivo uporabljeno v filmu, kot tudi tematski razvoj filma. Prvi odprtokodni dokumentarni film »The American Revolution« bo izšel v produkciji Lichtenstein Creative Media in neprofitne organizacije The Fund for Independent Media. Spletna stran Open Source Cinema bo ustvarila film Basement Tapes, dokumentarec o avtorskih pravicah v digitalni dobi, v sodelovanju z National Film Board of Canada. Pri odprtokodnem ustvarjanju filmov so vir oz. »koda« nezmontirani posnetki. Lahko se pa tudi nanaša na metodo ustvarjanja filmov, pri kateri je proces ustvarjanja »odprt« - različna skupina soustvarjalcev prispeva h končnemu izdelku. 
Open-IPTV je IPTV (Internet Protocol Television), ki ni omejena na samo en snemalni studio, produkcijo ali zasedbo. Open-IPTV uporablja internet za združevanje dela in virov, tako pa se ustvari spletna skupnost v kateri vsi sodelujejo pri oddaji.

### Izobraževanje
V krogih akademske skupnosti poteka diskusija o opisovanju izraza »intelectual commons« (intelektualno ljudstvo, podobno kot Creative Commons). Zagovorniki tega pogleda navajajo projekt Connexions na Univerzi Rice, projekt OpenCourseWare na MITju, članek Eugena Thackerja »Open Source DNA«, »Open Source Cultural Database«, openwebschool in Wikipedijo kot primere uporabnosti odprte kode zunaj prodročja računalniškega programja.
Odprtokodni kurikulum je šolski vir, pri katerem je lahko digitalna koda prosto uporabljena, posredovana in prilagojena. 
Pri mnogih raziskovalnih projektih se ustvarjajo programi in tako obstajajo interesi, da bi postali le-ti dostopni pod odprtokodnimi licencami. V Združenem kraljestvu so na Joint Information System Committee (JISC) razvili politiko odprtokodnega programja. JISC tudi financira razvojno storitev OSS Watch, ki deluje kot svetovalna storitev za izobraževalne institucije, katere želijo uporabljati, razvijati in prispevati k odprtokodnem programju. 

### Fitnes
CrossFit je odprtokodno fitnes gibanje. Ustanovitelj tega gibanja objavlja na spletni strani svojo metodologijo, podatke, informacije in interaktivne forume, športniki in trenerji pa objavljajo lastne izkušnje glede sprememb, prilagajanj in dosežkov. Rezultat tega so nova CrossFit področja: CrossFit za otroke, CrossFit za starejše, CrossFit v parku in CrossFit za športnike borilnih veščin. Spletne objave in članki v CrossFit Journal se pogosto ukvarjajo s tem, kako prilagoditi program za specifične skupine, ki imajo omejen dostop do pripomočkov. CrossFit športniki na spletni strani YouTube pogosto objavljajo video posnetke. 

### Inovacijske skupnosti
Princip prostega deljenja informacij se je znanstvenih krogih institucionaliziral že v 19. stoletju. Sociolog Robert K. Merton je opisal štiri osnovne elemente družbe – univerzalizem (internacionalna perspektiva), komunizem (deljenje informacij), objektivnost (odsotnost osebnih prepričanj v znanstvenem raziskovanju) in organiziran skepticizem (zahteva po dokazovanju in kritiki), ki tudi dobro opisujejo današnjo znanstveno skupnost. Ena trenutnih pobud znanstvenega objavljanja rezultatov raziskav je open access – ideja, da bi raziskave morale biti objavljene na način, ki je zastonj in dostopen javnosti. Obstaja mnogo open access revij kjer imamo prost dostop do informacij na spletu, ampak večina teh vseeno zaračunava naročnino za dostop (uporabnikom ali knjižnicam). Budapest Open Access Initiative se zavzema za prost dostop do vseh znanstvenih člankov na internetu. V ZDA se Nacionalni inštituti za zdravje zavzemajo za javni dostop do njihovih znanstvenih informacij (»Enhanced Public Access to NIH Research Information«). Kljub temu pa obstaja še veliko neodgovorjenih vprašanj – razmerje dobiček vs. javni dostop, zagotavljanje, da se želeni standardi in storilnost ne zmanjšajo s prehodom na javni dostop. 

### Umetnost in rekreacija
Zaščite avtorskih pravic so uporabljene tudi v umetnosti in celo atletskih dejavnostih zato obstajajo nekatere skupine, ki odstraniti avtorske pravice teh dejavnosti.

## Definicija odprte kode
Definicijo odprte kode uporabljajo pri Open Source Initiative za ugotavljanje ali je programska licenca dejansko odprta koda. Definicija temelji na Debian Free Software Guidelines, katere je napisal in priredil Bruce Perens. 

## Širjenje izraza
Na začetku se je izraz nanašal samo na izvorno kodo programja, danes pa se nanaša na ogromno drugih področij, kot npr. odprtokodna ekologija, gibanje, ki se zavzema za decentralizacijo tehnologij tako, da bi jih lahko uporabljal kdorkoli. 
Nasprotniki širjenja izraza »odprta koda«, tudi Richard Stallman, trdijo, da zahteve in omejitve zagotavljajo trajnost dosežka ter preprečujejo poskuse za redefinicijo izraza. Stallman pravi tudi, da so večinoma podporniki odprte kode v bistvu podporniki veliko bolj nepristranskih dogovorov in da podpirajo reintegracijo doseženega dela. Večina sodelujočih ni pripravljena izdati svojega dela drugim, ki bi ga lahko razvijali naprej, skrijejo dodatke ali pa za njih zahtevajo licence in/ali omejijo uporabo vsem ostalim uporabnikom.

## Perensova načela
Perensova definicija opisuje izraz odprta koda kot širok splošen tip programske licence, kjer je izvorna koda dostopna širši javnosti s sproščenimi ali pa celo neobstoječimi avtorskimi pravicami. Načela sploh ne govorijo o uporabi blagovnih znamk in patentov in ne zahtevajo nikakršnega sodelovanja za zagotavljanje, da se skupni režimi izdajanja nanašajo na izpeljano delo. Eksplicitna lastnost odprte kode je, da ne sme obstajati nobenega omejevanja uporabe ali distribucije, tako s strani organizacij kot uporabnikov.
Te prepovedi obstajajo zato, da je omogočen stalen dostop do proizvodov. V nasprotju z licencami brezplačnega programja in odprte vsebine (ki se pogosto zamenjujejo z odprto kodnimi, ampak imajo bolj stroga pravila in dogovore), odprta koda namerno podpira kakršnokoli uporabo kogarkoli ter namenja malo ali nič pripomočkov za omejevanje »free rider« problema ali za uporabo slabih kopij, ki zavajajo ciljne uporabnike. 
Mogoče so zaradi te fleksibilnosti, ki omogoča velike komercialne uporabnike in prodajalce, najbolj uspešne odprtokodne aplikacije v konzorcijih. Ti uporabljajo blagovne znamke za kontrolo nad slabimi kopijami in zahtevajo specifične garancije dela od članov konzorcija za zagotavljanje reintegracije napredkov. Ne rabijo pa potencialno konfliktnih klavzul in licenc. 
Ohlapna definicija je privedla do širjenja licenc, ki lahko trdijo, da so odprtokodne ampak ne zadovoljijo »share alike« pogoja, ki ga zahtevajo licence brezplačnega programja in odprte vsebine. Zelo pogosta Creative Commons CC-by-nc-sa licenca zahteva od komercialnega uporabnika, da si za profitno uporabo pridobi drugo licenco. To pa je v nasprotju z načeli odprte kode, ker diskriminira določeno uporabo ali uporabnika. Kljub temu pa zahteva brezplačnega programja za zanesljivo redistribucijo proizvodov, ni v nasprotju s temi načeli. Brezplačno programje in konzorcijske licence so tip odprte kode, odrta vsebina pa ni, ker uporablja določene omejitve. 

## Ne-programska uporaba
Načela odprte kode so bila uporabljena za ogromno drugih oblik uporabniško proizvedenih vsebin. Podporniki gibanja odprte vsebine uporabljajo nekaj omejitev uporabe, zahtevajo, da se spremembe delijo in da se pripiše druge avtorje proizvoda. 
Ta kultura oz. ideologija zagovarja, da se načela nanašajo bolj splošno na pospeševanje hkratnih vložkov poslovanja, pristopov in prioritet, v nasprotju z bolj centraliziranimi modeli razvoja, kot so v komercialnih podjetjih. 
Zagovorniki odprtokodnih načel pogosto navajajo Wikipedijo kot primer, ampak Wikipedija pogosto omejuje določene uporabe ali uporabnike, GDFL licenca, ki jo uporablja pa zahteva specifične pogoje za vse uporabnike, ki tehnično kršijo načela odprte kode. 

## Zgodovina
Podobno kot odprti standardi (open standard), so raziskovalci z dostopom do Advanced Research Projects Agency Network (ARPANET) uporabljali proces imenovan Request for Comments za razvoj telekomunikacijskih mrežnih protokolov. Ta skupinski proces v 60. letih dvajsetega stoletja je privedel do razvoja interneta leta 1969. Obstajajo pa tudi zgodnejši primeri odprtokodnih gibanj, kot je IBM-ova izdaja vira njihovih operacijskih sistemov v 60. letih in uporabniška skupina SHARE, ki je bila ustanovljena za pospeševanje izmenjave takšnega programja. 
Odločitev nekaterih članov gibanja brezplačnega programja za uporabo izraza »odprta koda« je padla na strategijski seji v Paolo Altu v Kaliforniji in sicer kot reakcija na odločitev Netscape-a, da preda izvorno kodo Navigatorja, januarja 1998. Na seji so bili navzoči Christine Paterson, ki je predlagala izraz odprta koda, Todd Anderson, Larry Augustin, Jon Hall, Sam Ockmann, Michael Tiemann in Eric S. Raymond. Pred izdajo Navigatorjeve izvorne kode so izkoristili priložnost, da se znebijo ideoloških in primerjalnih konotacij izraza prosto programje. Netscape je licenciral in izdal svojo kodo kot odprto kodo pod licenco Netscape Public Licence in pozneje Mozilla Public Licence.
Izraz je dobil na veljavi na dogodku, ki ga je aprila 1998 organiziral založnik Tim O'Reilly. Originalno ime dogodka je bilo »Freeware Summit«, pozneje znan kot »Open Source Summit«. Ta dogodek so obiskali vodje mnogih najbolj pomembnih prosto in odprtokodnih projektov – Linus Torvalds, Larry Wall, Brian Behlendorf, Eric Allman, Guido van Rossum, Michael Tiemann, Paul Vixie, Jamie Zawinski iz Netscape-a in Eric Raymond. Na seji se je razvila razprava o imenu »prosto programje«, Tiemann je kot nov izraz predlagal »sourceware«, Raymond pa »open source«. Zbrani so novo ime izglasovali, katero je bilo objavljeno na tiskovni konferenci tistega večera. Pet dni kasneje je Raymond obvestil ostale, da naj začnejo uporabljati nov izraz. Kmalu za tem je bila ustanovljena Open Source Initiative. 
Open Source Initiative (OSI) sta ustanovila Raymond in Perens februarja 1998. OSI je nadaljevala s predstavljanje odprte kode komercialnim podjetjem. Prizadevali so si doseči večjo prepoznavnost praktičnih prednosti prosto dostopne izvorne kode ter seznaniti večja programska podjetja in visokotehnološko industrijo z odprto kodo. Perens je priredil Debianove Free Software Guidelines in izdelal The Open Source Definition.

## Najpogostejši odprtokodni produkti
Projekte Open Source Software (OSS) postavljajo in vzdržujejo prostovoljni programerji. Primeri odprtokodnih produktov so Apache HTTP Server, Internet Protocol in internetni brskalnik Mozilla Firefox. Med najuspešnejšimi programi je operacijski sistem Linux ter odprtokodni operacijski sistem Unix-like.

## Kritika
Kritka določenih načel Open Source Initiative (OSI )je del definicij in razlikovanj od drugih izrazov. Gibanje za odprto vsebino ne priznava in odobrava načel OSI in raje sprejema »share alike« sporazum, ki zahteva, da se produkti reintegrirajo in tržijo pravično.
Glavna kritika odprtokodnega gibanja se nanaša na to, da njihovi produkti niso tako samo-organizirajoči kot trdijo pripadniki tega gibanja. Argument za to kritiko se nahaja v tem, da imajo najuspešnejši odprtokodni projekti močnega centralnega upravljalca, čeprav je le-ta prostovoljec. Razlago tega stališča podaja Chuck Connell v članku »Open Source Projects Manage Themselves? Dream On«. Kritika se sicer nanaša na razvojni model in ne na samo odprto kodo. Avtor prav tako ne trdi, da samo-organizacija ne deluje, ampak samo navaja primere kjer je bilo centralno upravljanje verjetno prisotno. 
Legalne in kulturne kritike so del skupnih ugovorov in presoj tistih, ki zagovarjajo »share alike« kot organizacijsko načelo. Sem spada Creative Commons, ki enostavno ignorira načela OSI in odobrava licence, ki načela očitno kršijo, npr. CC-by-nc-sa. 
Richard Stallman iz Free Softwrae Foundation (FSF) – čigar GFDL licenco uporablja tudi Wikipedija, se ne strinja z nanašanjem izraza odprta koda na to kar oni imenujejo zastonj programje. Čeprav se zastonj programje lahko uvršča tudi kot odprta koda, Stallman meni, da je ta izraz preveč neprimeren. Nasprotujejo tudi očitnemu pragmatizmu OSI-ja, saj se bojijo, da so ideali svobode in skupnosti zastonj programja ogroženi s kompromiranjem FSF-jevih idealističnih standardov za programsko svobodo. 

## Poslovni modeli
Obstaja veliko splošno znanih ovir za podjetja za prehod na odprtokodno programje. Te ovire pa so prepričanje, da odprtokodne licence vsebujejo viruse, pomanjkanje formalne podpore in izobraževanja, hitre spremembe ter pomanjkanje dolgotrajnih načrtov. Večina teh ovir pa je povezanih s stopnjo tveganja. Kljub temu pa prav tako lastniški projekti na vsebujejo natančnih načrtov za prihodnost, vse odprtokodne licence niso enako virusne, veliko OSS-jevih projektov (še posebej operacijski sistemi) pa prinašajo dobiček iz plačane podpore in dokumentacije. 
Veliko poslovnih modelov obstaja okrog odprtokodnega programja za zagotavljanje »popolnega produkta«, ki pomaga reducirati ta tveganja. »Popolni produkt« po navadi vsebuje podporo, komercialne licence, profesionalne storitve, izobraževanje, certifikacijo, partnerske programe, reference in uporabniške primere. Ti poslovni modeli se raztezajo od storitvenih organizacij, ki ne sodelujejo pri razvijanju programja do modelov, kjer večino programja ustvarijo zaposleni v centralni organizaciji. Ti poslovni modeli so se pojavili v zadnjem času, njihovo delovanje ni splošno poznano. Za reševanje tega problema je bil razvit Bee Keeper Model. 
Pogosto uporabljena poslovna strategija komercialnih odprtokodnih programskih podjetij je dvojno-licenčna strategija (Dual-Licence Strategy), katero uporabljajo tudi MySQL, Alfresco in drugi.